# Гидрокостюм

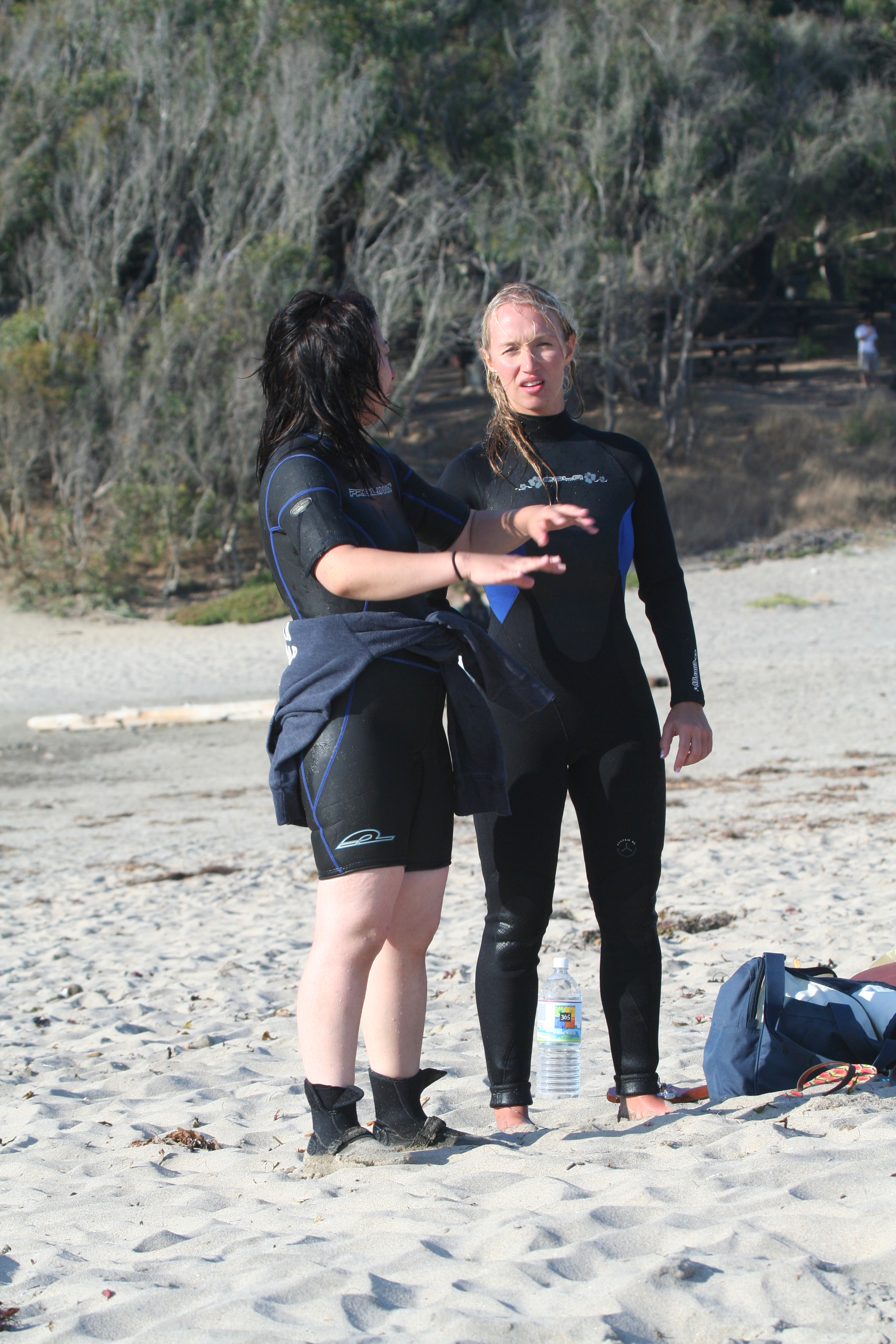
Гидрокостюмы короткий и длинный.

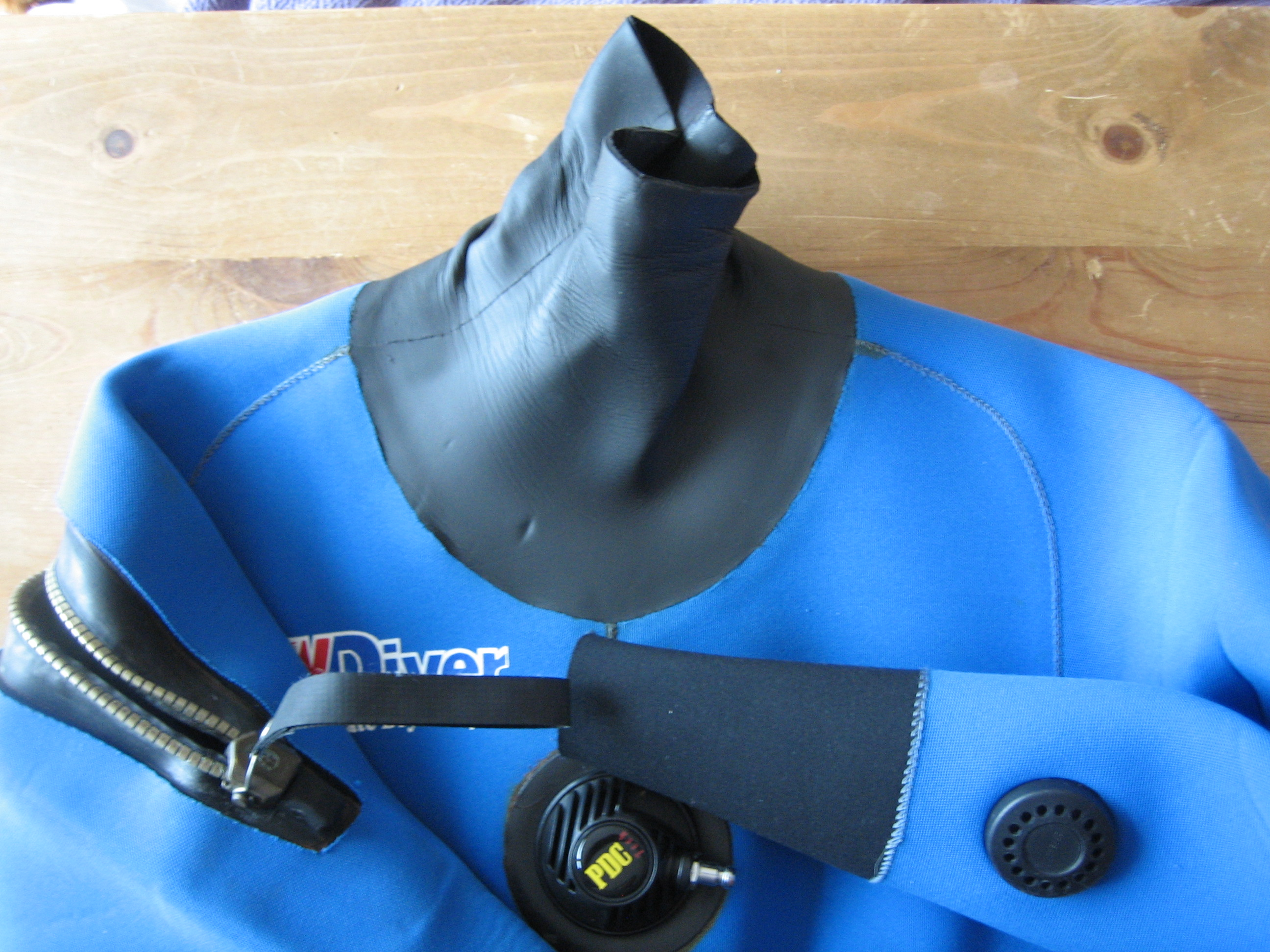
Сухой неопреновый гидрокостюм. Видна водогазонепроницаемая молния.

Гидрокостю́м — это специальная одежда, предназначенная для дайвинга, подводной охоты, водолазных работ, сёрфинга, виндсёрфинга, кайтсёрфинга, фридайвинга и других водных видов спорта.
Назначение: снизить воздействие водной среды на организм человека, обеспечить теплоизоляцию, защиту от возможных повреждений участков тела.

## Классификация гидрокостюмов

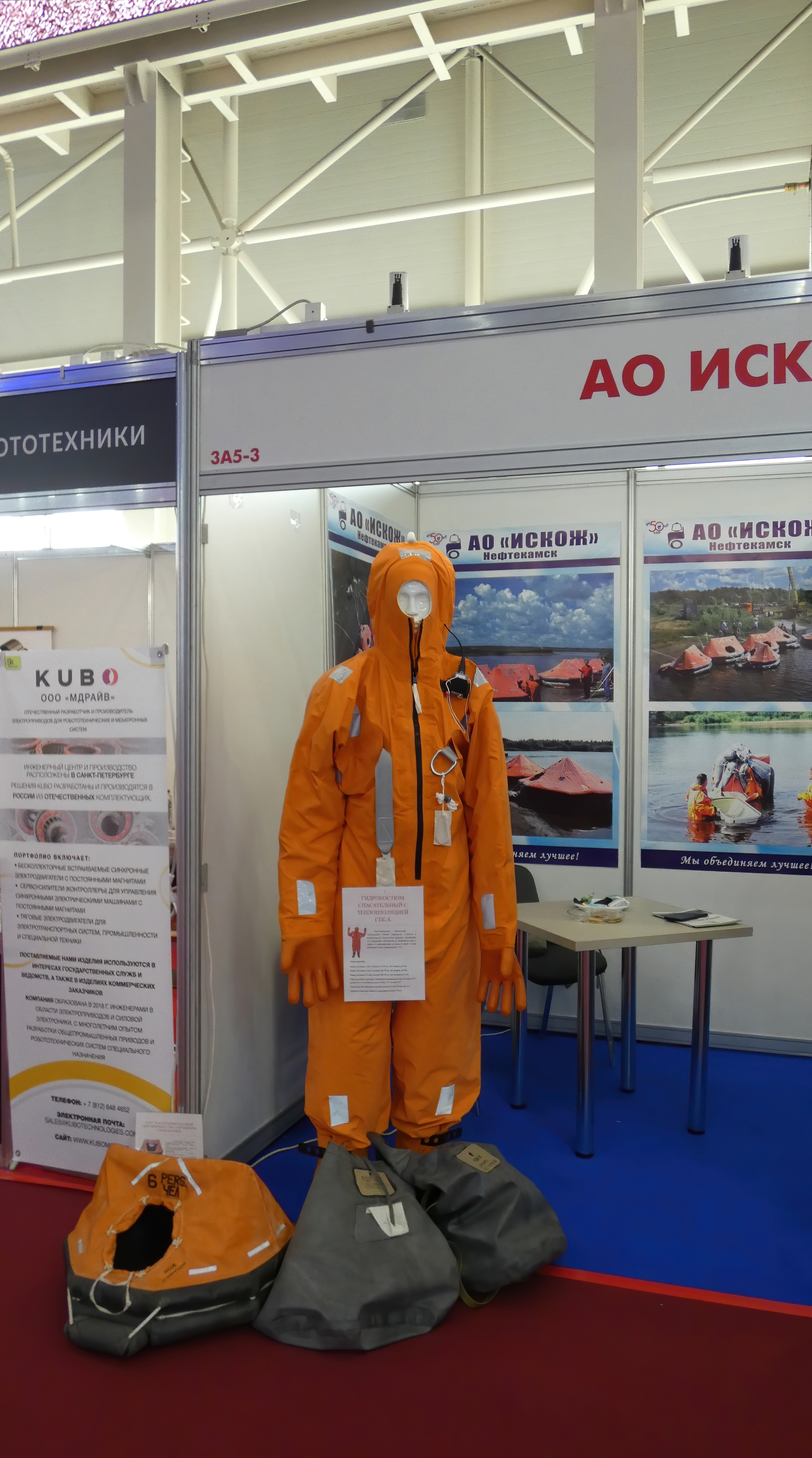
Спасательный гидрокостюм с теплоизоляцией.

### По типам
- Сухие гидрокостюмы. Как следует из названия, костюмы данного класса почти не пропускают воду внутрь. Данный эффект достигается за счёт использования уплотняющих манжет (обтюрации) на руках и шее и водогазонепроницаемых застёжек «молния». Ранее сухие костюмы состояли из двух частей, верхней и нижней; для уплотнения мест соединения в них использовались резиновый клей, резиновые пояса и различные способы соединения частей костюма. Могут изготавливаться из триламината (мембранные) или неопрена.
- Мокрые гидрокостюмы. Изготавливаются из неопрена (вспененной резины). Из самого названия следует, что вода под костюм попадает, но, попав туда вначале, она в дальнейшем уже почти не выходит. Термоизоляцию обеспечивает сам материал костюма, благодаря наличию пузырьков воздуха. Важно понимать, что вода, попавшая под костюм, теплоизолятором, конечно, быть не может. Чем лучше «сидит» костюм, тем меньше циркуляция воды под ним, тем меньше тепла тела тратится на нагревание новой, холодной, порции воды.
- Полусухие гидрокостюмы. Промежуточный класс костюмов: несмотря на наличие уплотнений, вода в подкостюмное пространство может проникать (если в него проникает воздух), но в меньшем количестве, а при плотном прилегании костюма вода практически не поступает, за счёт чего повышаются теплоизолирующие свойства.

### По покрою
Костюмы разделяются по типам в зависимости от покроя:
- гидрокостюмы с короткими «руками» и «ногами» (шорты, от англ. shorty, «коротышка») — мокрые, 1—3 мм толщиной
- гидрокостюмы с полностью длинными руками и ногами — сухие гидрокостюмы сделаны именно так
- гидрокостюмы с длинными ногами и короткими руками (или отстёгивающимися рукавами)

К любому из этих типов гидрокостюмов может прилагаться шлем — как отдельный, так и вклеенный в куртку.
- женские гидрокостюмы-бикини. Часто шьются из неопрена ярких цветов (голубого, розового, оранжевого, красного, жёлтого, салатового) со светоотражающими или люминесцентными свойствами. Нередко имеют широкие пояса для крепления снаряжения. Наиболее известны бикини-гидрокостюмы производства компании Triangl (Австралия).

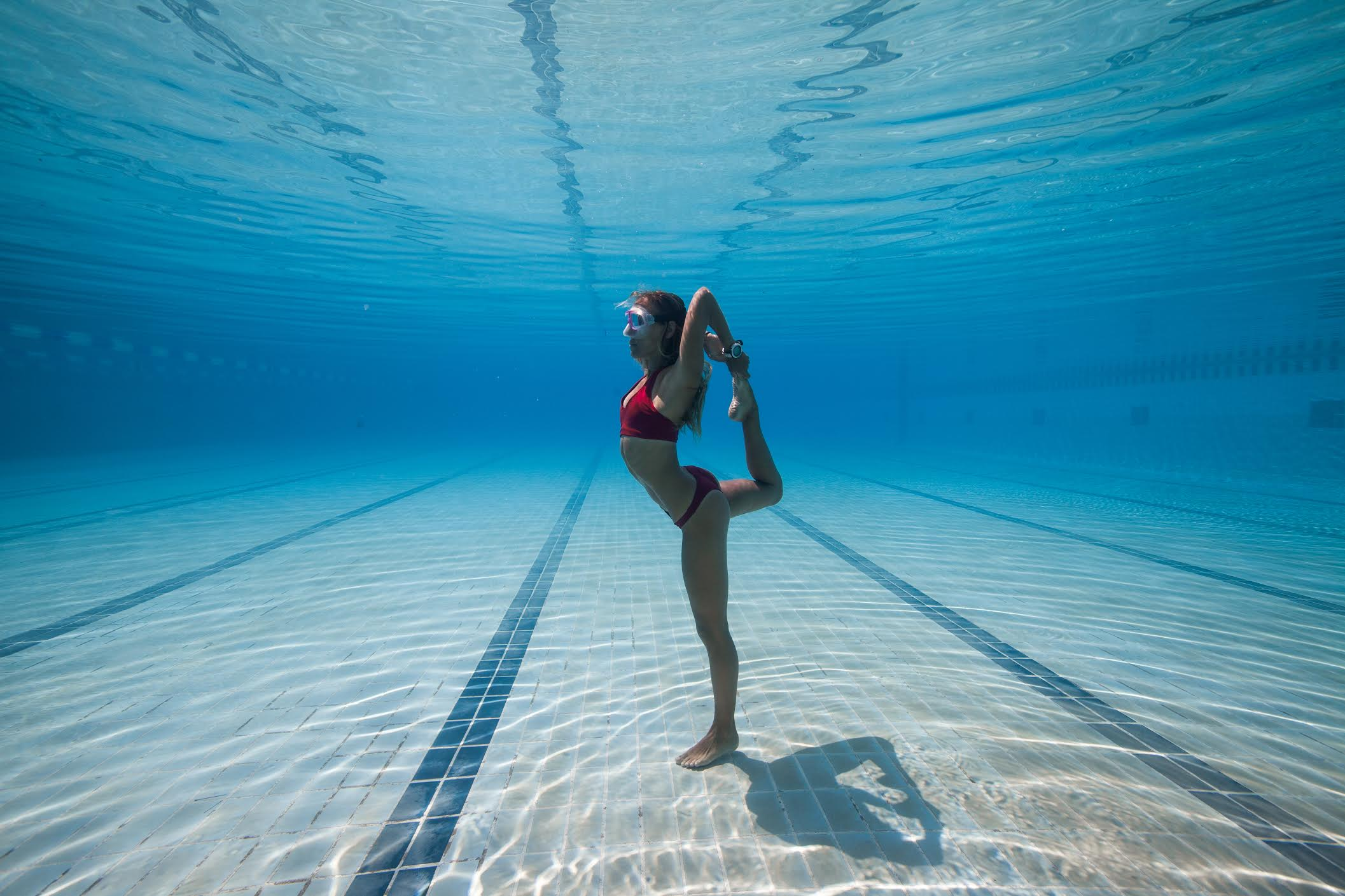
Спортивное бикини для дайвинга

### По назначению
Гидрокостюмы различаются по толщине материала (обычно неопрен, для изготовления сухих костюмов также используются триламинат и прорезиненная ткань), из которого они изготовлены, самые тонкие гидрокостюмы — 3 мм.

#### Для подводных погружений
Для подводных погружений используются костюмы разной толщины, которая зависит от условий погружения: в тёплой воде используются костюмы толщиной 3—5 мм, а в холодной — до 11 мм. Однако необходимо учитывать тот факт, что при увеличении глубины неопреновые костюмы, под воздействием внешнего давления, становятся тоньше, в результате чего ухудшается теплоизоляция и уменьшается собственная плавучесть костюма, недостаток которой надо компенсировать за счёт поддува жилета. Сухие костюмы избавлены от перечисленных выше недостатков, однако требуют поддува воздуха (или аргона) в подкостюмное пространство для компенсации обжима.

#### Дляподводной охоты

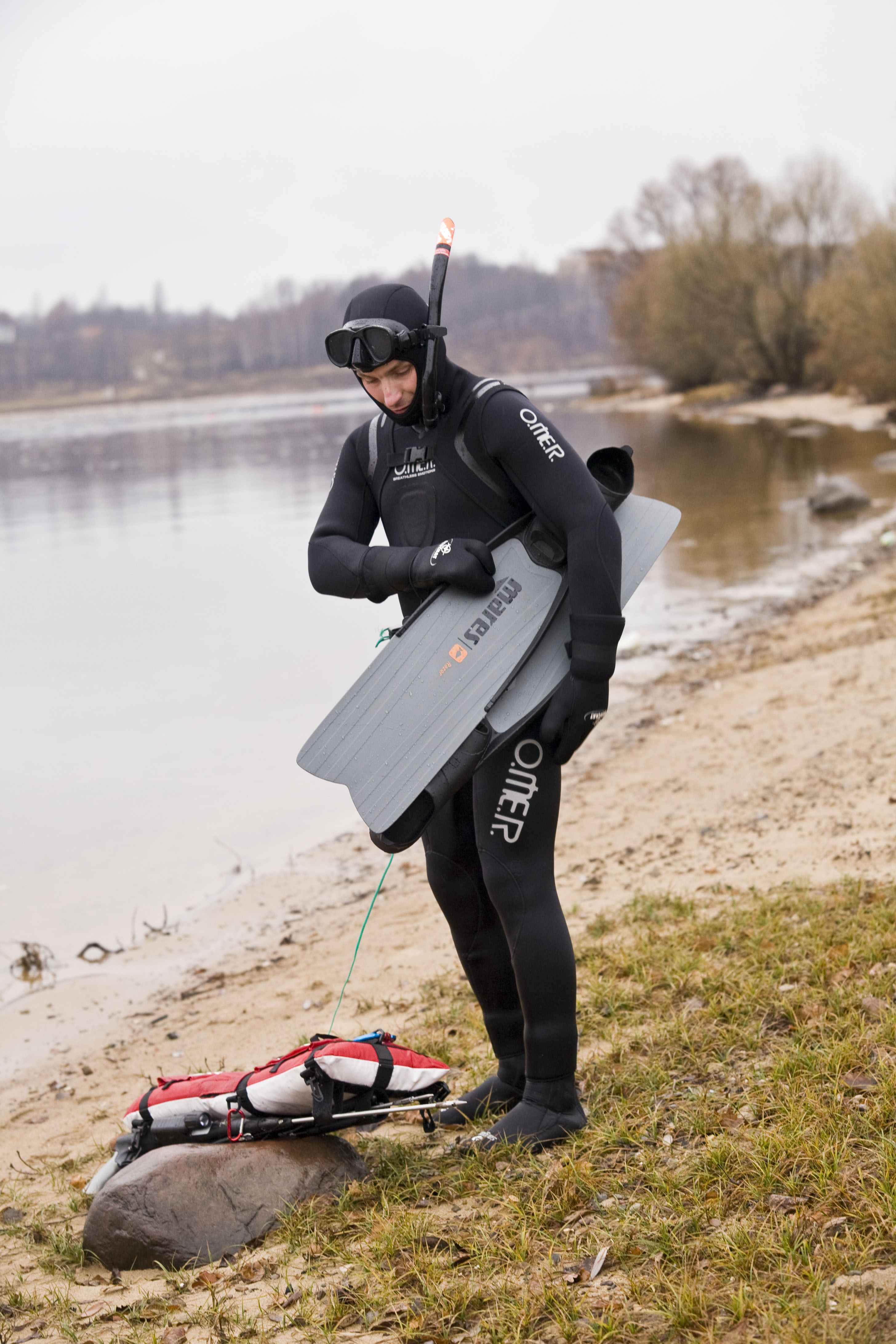
Гидрокостюм для подводной охоты

Используются мокрые костюмы, изготовленные из ячеистой резины типа «открытая по́ра»: Внутренняя сторона таких костюмов состоит из множества маленьких присосок (полусфер, образующихся при разрезании листа пористого материала), при надевании материал буквально прилипает к телу пловца и становится «второй кожей». Отсюда и произошло их название — «открытая пора». Материал, из которого изготавливаются мокрые гидрокостюмы, состоит из ячеистого неопрена. Отличие от обычной губки, имеющей открытопористую структуру, заключается в том, что пузырьки в таком материале не соединены друг с другом, благодаря этому материал не впитывает воду. «Изолированные» пузырьки в структуре материала содержат азот или воздух, которые являются хорошими теплоизоляторами. Этим объясняется то, что мокрые гидрокостюмы обладают положительной плавучестью.

Охотничьи гидрокостюмы состоят из двух частей, высоких штанов (Long John) и куртки, это позволяет отказаться от самого «уязвимого» для воды элемента — молнии. В зависимости от температуры воды подбирается толщина гидрокостюма. Если она подобрана неправильно, то можно замерзнуть — либо перегреться, что также очень опасно. Так, для подводной охоты в тёплых морях при температуре воды +21 °C выбираются трёхмиллиметровые гидрокостюмы. Для погружения в воду летом в средней полосе используют пятимиллиметровые костюмы. Для холодной воды выбираются гидрокостюмы толщиной 7 мм и более.
Примерная зависимость толщины костюма от температуры воды для комфортного погружения:
| Температура воды, °C | Толщина гидрокостюма, мм |
| -------------------- | ------------------------ |
| 4—12                 | 9—10                     |
| 10—18                | 7                        |
| 17—21                | 5                        |
| 21 и выше            | 3                        |

Приведённые в таблице показатели — примерные, поскольку чувствительность к температурному режиму у разных людей неодинакова. Так, если одному при температуре воды 15 °C будет комфортно в 5 мм костюме, то другой и в 7 мм костюме может «подмерзать». Или, наоборот, при активном плавании в костюме 7 мм при температуре воды 10 °C будет достаточно жарко.
В 1970-х годах из-за дефицита и дороговизны мокрых гидрокостюмов для подводной охоты в холодной воде использовались сухие. Сухой гидрокостюм состоит из куртки и штанов. Соединялись скручиванием, скрутку закрепляли резиновым поясом. Под гидрокостюм надевали теплое бельё. Перед погружением стравливали излишек воздуха. Для борьбы с положительной плавучестью, обусловленной наличием воздуха в белье, применяли пояс с грузами.

#### Дляфридайвинга
Используются мокрые костюмы типа «открытая по́ра» с наружным покрытием, минимизирующим трение о воду для уменьшения потребления мышцами кислорода. Применяется полированный неопрен, «акулья кожа». В плечевой области покрой должен обеспечивать свободное поднятие рук. Типичная толщина костюма 3-5 мм.

#### Для различных видов сёрфинга

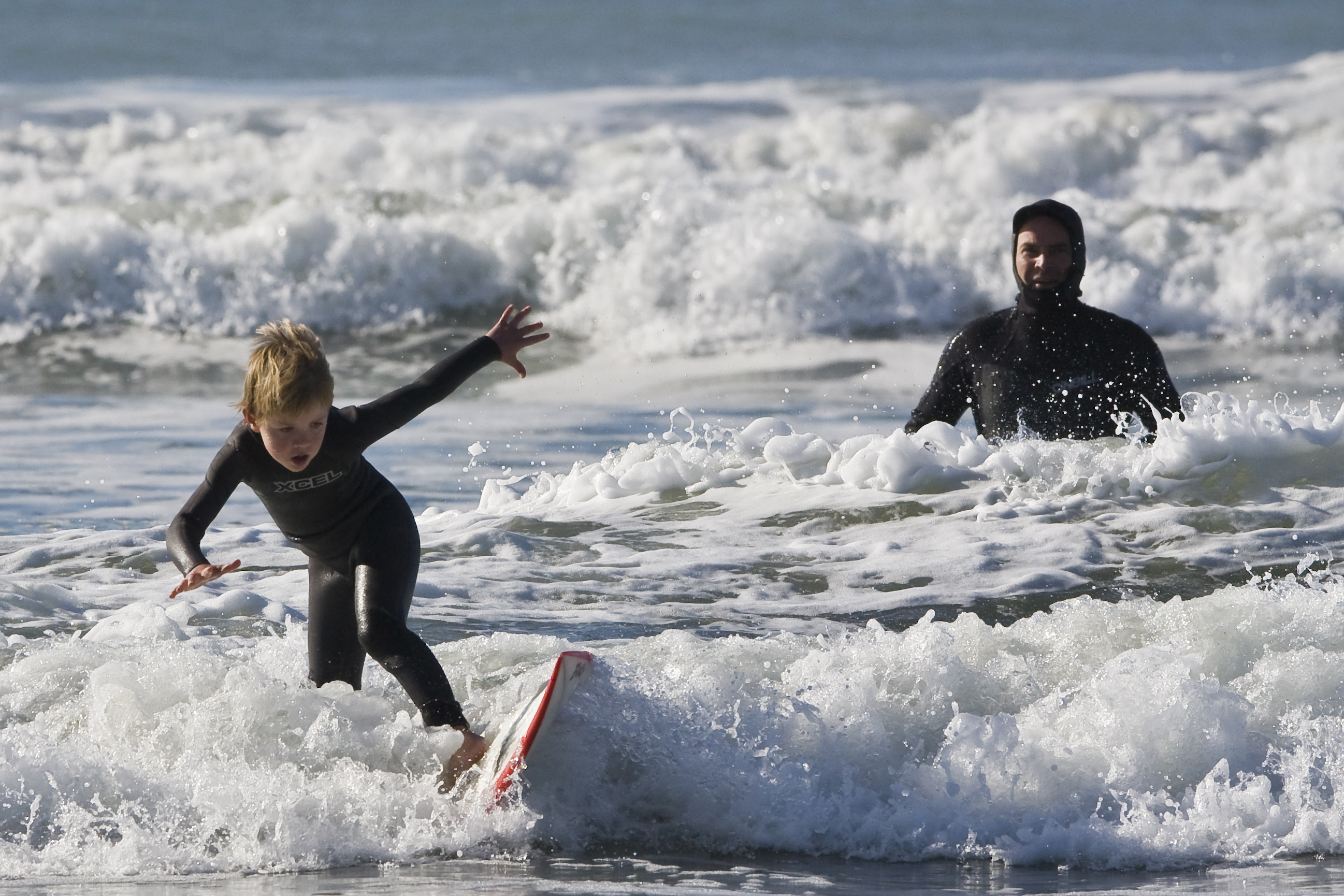
Морро-Бей, Калифорния: отец и сын — сёрфингисты в гидрокостюмах.

Для виндсёрфинга наиболее часто используются мокрые или полусухие костюмы 1—5 мм толщиной. Самыми распространёнными являются: 2 мм короткие руки и ноги или 3/4 мм короткие руки и длинные ноги. В некоторых случаях толщина может быть комбинирована (в местах с активным движением: под коленями, в подмышках, на локтях, внутренняя часть бедра) делают вставки из более тонкого материала. Тогда указываются минимальная и максимальная толщина, например 2/3 мм или 3/4 мм. Кроме того, гидрокостюмы, сделанные специально для виндсёрфинга, прорезинены на коленях, чтобы дать дополнительную защиту от повреждений костюма.

## Уход за гидрокостюмами
Для обеспечения максимально продолжительного срока службы необходимо производить обслуживание гидрокостюмов.

### Мокрые гидрокостюмы
Перед погружением:
1. Намочите гидрокостюм (не старайтесь надеть насухую).
2. При необходимости воспользуйтесь мылом, шампунем или специальным гелем.

После завершения погружений необходимо:
1. Промыть костюм в чистой пресной воде.
2. Ни в коем случае не стирать в стиральной машине!
3. Ни при каких условиях не использовать масла, так как это может привести к расхождению швов[источник не указан 4085 дней]
4. Высушить костюм в затемнённом месте вдали от обогревательных приборов.
5. Хранить костюм рекомендуется в подвешенном состоянии. Это позволит избежать сильных перегибов и постоянных складок.

### Сухие гидрокостюмы
Перед погружением:
1. Обсыпать внутреннюю поверхность нарукавных и шейной манжет тальком для улучшения скольжения. Не рекомендуется использовать тальки с ароматизаторами, поскольку эти химические соединения могут разрушать материал манжет.
2. Натереть внешнюю часть зубцов водогазонепроницаемой молнии воском или парафином для облегчения застёгивания.

После погружения:
1. Обмыть внешнюю поверхность костюма в чистой пресной воде.
2. Протереть внутреннюю поверхность хорошо впитывающей тряпочкой или губкой от конденсата и/или пота.
3. Высушить внешнюю часть костюма в затенённом месте.
4. Вывернуть костюм наизнанку, в боты (они не выворачиваются) положить скомканные газеты или мешочки с силикагелем, просушить.
5. Натереть тальком резиновые манжеты изнутри и снаружи.